# Vites
Vites es una aldea perteneciente al municipio de Santiago-Pontones, en la provincia de Jaén (Andalucía, España). La aldea se compone de un núcleo principal y, a unos 600 metros de éste, de una reducida agrupación de casas conocida como Cortijo de Vites. Se encuentra a unos 13 km aprox. por carretera de Santiago de la Espada, dentro del Parque natural de Cazorla, Segura y Las Villas. Cerca de la aldea discurre el río Zumeta, que es represado en el embalse de la Vieja a pocos cientos de metros adelante. Cuenta con una población a 1 de enero de 2020 según el INE de 58 personas.

## Demografía
Evolución de la población
| Gráfica de evolución demográfica de Vites entre 2000 y 2019        |
|                                                                    |
| Población de derecho (2000-2019) según el padrón municipal del INE |

## Aguardiente
La aldea es conocida por su producción artesanal de aguardiente de orujo de uva, conocido como aguardiente carrasqueño.

## Climatología
Por su posición geográfica, en el Valle del Zumeta, en la aldea son frecuentes en invierno las nevadas. Para que se produzcan, los temporales deben soplar con viento de levante.